# Иванов, Галин (футболист, 1975)
Галин Иванов (6 апреля 1975, Толбухин, Болгария) — болгарский футболист, защитник.

## Карьера игрока

### Клубная карьера
Начал свою футбольную карьеру в клубе «Добруджа».
В 1995 году перешёл в софийское ЦСКА. В составе «армейцев» по два раза выиграл чемпионат (1996/97 и 2002/03) и кубок (1996/97 и 1998/99) Болгарии.
28 января 2003 года Иванов подписал контракт с клубом MLS «Ди Си Юнайтед». Пропустив начало сезона 2003 из-за операции по удалению грыжи, в американской лиге дебютировал 17 мая 2003 года в матче против «Канзас-Сити Уизардс». 12 июля 2003 года в матче против «Чикаго Файр» забил свой первый гол в MLS, кивком головы замкнув подачу со штрафного удара от соотечественника Христо Стоичкова. 30 января 2004 года «Ди Си Юнайтед» объявил о непродлении контракта с Ивановым.
В 2004 году вернулся на родину, проведя полсезона в клубе «Марек».
Летом 2004 года перешёл в клуб чемпионата Греции «Эрготелис», где в следующем году завершил игровую карьеру из-за травмы.

### Международная карьера
За сборную Болгарии Иванов дебютировал 24 января 2001 года в товарищеском матче со сборной Мексики. Всего за сборную сыграл пять матчей.

## Карьера тренера
24 марта 2015 года Иванов был назначен главным тренером софийского ЦСКА после отставки Стойчо Младенова. В конце апреля 2015 года он был заменён на Любослава Пенева.
7 января 2016 года Иванов возглавил «Лудогорец II».

## Достижения
Командные
 ЦСКА (София)
- Чемпион Болгарии: 1996/97, 2002/03
- Обладатель Кубка Болгарии: 1996/97, 1998/99